# Бенито Хуарез Дос (Санта Марија Чималапа)
Бенито Хуарез Дос (шп. Benito Juárez Dos) насеље је у Мексику у савезној држави Оахака у општини Санта Марија Чималапа. Насеље се налази на надморској висини од 983 м.

## Становништво
Према подацима из 2010. године у насељу је живело 93 становника.

### Хронологија
| Година       | 2005          | 2010         |
| ------------ | ------------- | ------------ |
| Становништво | 138 (69 / 69) | 93 (46 / 47) |

### Попис
| # | Индикатор                     | Вредност |
| - | ----------------------------- | -------- |
| 1 | Укупно домаћинстава           | 31       |
| 2 | Укупно насељених домаћинстава | 31       |
| 3 | Величина локације             | 1        |